# The Hollies
The Hollies est un groupe rock britannique, originaire de Manchester, en Angleterre. Formé en 1962, il connaît un grand succès dans les années 1960 avec des singles comme I'm Alive, Bus Stop, Look Through Any Window ou Stop Stop Stop, et constitue le troisième plus gros vendeur de disques britannique pour cette décennie, derrière les Rolling Stones et les Beatles.
Graham Nash, membre fondateur, devient par la suite membre du groupe Crosby, Stills, Nash and Young.

## Histoire

### Débuts et succès
À Salford dans le Lancashire, Graham Nash et Allan Clarke, amis d'enfance, jouent dans les pubs à la manière des Everly Brothers. Un manager de Manchester, Ron Richards (en), remarque leur talent et les engage. Rapidement, ce manager leur conseille de devenir un « band » comme la plupart des groupes qui se montent à l'époque. En 1962, plusieurs groupes de Manchester vont fournir la partie rythmique aux futurs Hollies : Eric Haydock à la basse et Bobby Elliott à la batterie, puis Tony Hicks à la guitare solo. Début 1963, le nom des Hollies est définitivement adopté. La même année, le groupe signe avec Parlophone, le label des Beatles.
Dès le lancement de leur carrière professionnelle, les Hollies enchaînent succès sur succès au Royaume-Uni : Searchin' (no 12) et Stay (no 8) en 1963, Just One Look (no 2) et Here I Go Again (no 4) en 1964. À la fin de l’année, leur album Stay with the Hollies est numéro 2 des charts britanniques. Le groupe développe un son particulier : une guitare au son clair et limpide, des harmonies vocales haut perchées et une partie rythmique très rapide. L’album suivant, In the Hollies Style confirme leur production léchée. Bien qu’une nouvelle fois, les singles de l’album atteignent des sommets, l’album n’entre pas dans les charts.
En 1965, le groupe se remet en question : il doit se démarquer pour continuer à avoir du succès. Le groupe arrête progressivement les reprises et enregistre des compositions originales : Yes I Will, I'm Alive (numéro 1 au Royaume-Uni), I Can't Let Go, Bus Stop, Stop Stop Stop… Toutes se classent dans le haut des charts anglais et américains où le groupe connaît un franc succès. Les compositions des Hollies sont pour la plupart de Nash, Clarke et Hicks, créditées sur les premiers albums à un certain « L. Ransford » pour des questions d'espace sur les disques Parlophone.
En 1965 et 1966, les albums Hollies, Would You Believe? et For Certain Because... permettent au groupe de se maintenir dans les sommets des hits avec une qualité de composition, d’interprétation et de production croissante. Ils enchaînent alors les tournées mondiales (l’Europe du Nord leur voue un véritable culte) et les apparitions télévisées aux États-Unis où le groupe, cultivant son image de gentlemen (voir la pochette de l'album In the Hollies Style), est très apprécié. Le  groupe prend alors le train en marche de la British Invasion et doit céder ses master tapes à Epic Records qui commercialise leurs albums sur le sol américain sous d’autres pochettes et avec un contenu différent. Ainsi, l’album Stop, Stop, Stop ne sort qu'en Amérique du Nord et reste très longtemps dans le classement Billboard 200.
Au terme de l'année 1966, les Hollies ne sont plus les mêmes : un nouveau bassiste (Bernie Calvert a remplacé Haydock), des compositions personnelles et très étudiées leur permettent de rester en haut des charts. De même, leur image évolue pour être celle d'un groupe sérieux et reconnu. En effet, des groupes comme les Swingin' Blue Jeans, Herman's Hermits ou The Searchers, qui se sont cantonnés aux reprises de standards américains, tombent progressivement dans l’oubli après 1966 : le Mersey Sound, ou comme en France les yéyé, passe de mode. Les Hollies restent un des seuls groupes à ne pas se laisser décrocher du peloton de tête constitué par les Beatles, Rolling Stones et Kinks.
En 1967, les Hollies participent au Festival di San Remo avec la chanson Non prego per me, écrite par l'auteur-compositeur italien Lucio Battisti et le parolier italien Mogol,.
Toujours en 1967 la musique devient psychédélique, et encore une fois les Hollies s’adaptent : l’album Evolution se classe en 13e position des charts. Chaque chanson est très « produite » et sonne très « british ». Loin des canons du Flower Power tout en explorant de nouvelles sonorités, l'album rassure une certaine Angleterre qui y voit de sages hippies. Néanmoins, son successeur, Butterfly, sorti la même année, n'entre pas dans le hit-parade, et le single King Midas in Reverse n'atteint qu'une petite 18e position. Graham Nash se sent enfermé dans un groupe qui ne correspond plus à ses aspirations artistiques ; le projet d'enregistrer un album entier de reprises de Bob Dylan ne l'enchante guère. Il quitte les Hollies en décembre 1968 et quitte l'Angleterre pour les États-Unis, il fait alors la rencontre de l'ex-Byrds David Crosby qui lui présente alors Stephen Stills ancien du Buffalo Springfield, les trois forment alors le trio Crosby, Stills and Nash. Les Hollies continuent sans lui, publiant Hollies Sing Dylan puis Hollies Sing Hollies. Ce dernier, porté par le succès du single He Ain't Heavy, He's My Brother aux États-Unis (no 7), s'y classe 32e.

### Après les années 1960

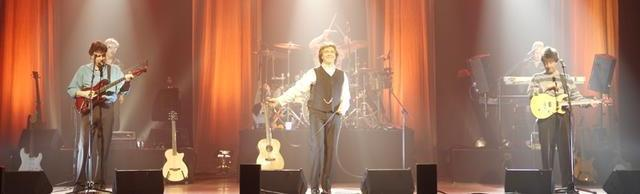
Les Hollies en 2006.

Durant les années 1970, le groupe continue de sortir des albums en phase avec son temps. Il connaît quelques succès ponctuels avec des singles comme Long Cool Woman in a Black Dress (en) (no 2 aux États-Unis et en Australie en 1972), The Air That I Breathe (no 2 au Royaume-Uni en 1974), mais rien qui ne rivalise avec la gloire qu'il connaissait dans les années 1960. 
Graham Nash rejoint brièvement le groupe en 1983 pour l'album What Goes Around... et une tournée américaine. Les deux n'ont pas le succès escompté et cette réunion n'a pas de suites.

### Depuis les années 1990
Allan Clarke prend sa retraite en 1999. Il est remplacé par l'ex-The Move Carl Wayne, puis par Peter Howarth après la mort de Wayne en 2004. Le dernier album du groupe, Then, Now, Always, auto-produit, date de 2009. Ils sont entrés au Rock and Roll Hall of Fame en 2010.
En 2014, EMI sort une compilation 3CD ; 50 at Fifty qui se conclut par une nouvelle chanson ; Skylarks écrite par Bobby Elliott, Peter Howarth et Steve Vickers. Le bassiste original Eric Haydock meurt le 5 janvier 2019 à l'âge de 75 ans.
Au cours de l'année 2021, deux nouveaux livres ont été publiés, chacun détaillant la carrière du groupe. Le premier était l'autobiographie de Bobby Elliott It Ain't Heavy, It's My Story, qui racontait l'histoire à travers son propre point de vue. La seconde, de l'auteur britannique Malcolm C. Searles, intitulée Riding the Carousel, couvre l'ensemble de la carrière du groupe en 600 pages.

## Discographie

### Albums studio
- 1964 : Stay with the Hollies
- 1964 : In the Hollies Style
- 1965 : Hollies
- 1966 : Would You Believe?
- 1966 : For Certain Because...
- 1967 : Evolution
- 1967 : Butterfly
- 1969 : Hollies Sing Dylan
- 1969 : Hollies Sing Hollies
- 1970 : Confessions of the Mind
- 1971 : Distant Light
- 1972 : Romany
- 1974 : Hollies
- 1975 : Another Night
- 1976 : Write On
- 1976 : Russian Roulette
- 1978 : A Crazy Steal
- 1979 : Five Three One - Double Seven O Four
- 1980 : Buddy Holly
- 1983 : What Goes Around...
- 2006 : Staying Power
- 2009 : Then, Now, Always

### Albums live
- 1976 : Hollies Live
- 1977 : Hollies Live Hits
- 1997 : Archive Alive! (enregistré en 1983)

## Vidéographie
- 2011 : Look Through Any Window 1963-1975

## Membres

### Membres actuels
- Tony Hicks — guitare solo, banjo, mandoline, sitar, chœurs (depuis 1963)
- Bobby Elliott — batterie, percussions (depuis 1963)
- Ray Stiles — basse, chœurs (depuis 1986)
- Ian Parker — claviers, chœurs (depuis 1991)
- Peter Howarth — chant, guitare acoustique (depuis 2004)
- Steve Lauri — guitare rythmique, chœurs (depuis 2004)

### Anciens membres
- Allan Clarke — chant, harmonica, guitare rythmique (1962-1971, 1973-1999)
- Eric Haydock — basse (1962-1966) (†)
- Graham Nash — guitare rythmique, chant, chœurs (1962-1968, 1982-1983)
- Don Rathbone — batterie (1962-1963)
- Vic Steele — guitare solo (1962-1963)
- Bernie Calvert — basse, claviers (1966-1981)
- Terry Sylvester — guitare rythmique, chant, chœurs (1969-1981)
- Mikael Rickfors — chant, harmonica, guitare rythmique (1971-1973)
- Alan Coates — guitare rythmique, chœurs (1983-2004)
- Steve Stroud — basse (1983-1986, 1990-1991)
- Dennis Haines — claviers (1983-1990)
- Dave Carey — claviers (1990-1991)
- Carl Wayne — chant (2000-2004)